# Monastyr Humor
Monastyr Humor – monastyr prawosławny z malowaną cerkwią pod wezwaniem Zaśnięcia Bogurodzicy znajdujący się w miejscowości Mănăstirea Humorului w Rumunii, położonej na Bukowinie. Cerkiew monastyru wraz z innymi malowanymi cerkwiami Bukowiny wpisana jest na listę światowego dziedzictwa UNESCO. 

## Historia

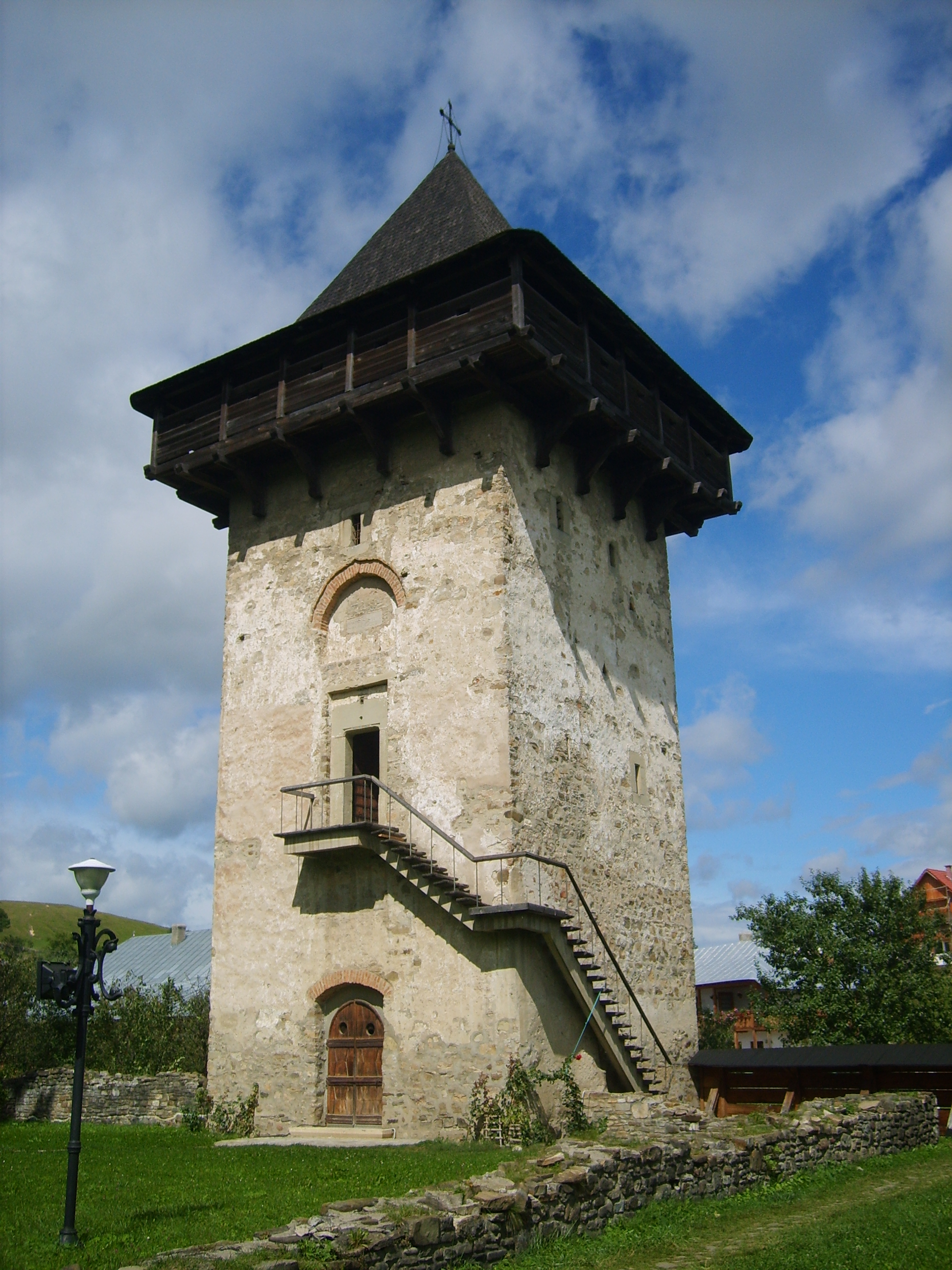
Wieża monastyru

Pierwszy monastyr na tym miejscu został zbudowany w końcu XIV lub na początku XV wieku. Był on ważnym ośrodkiem kulturalnym; stąd właśnie pochodzi jedno z arcydzieł mołdawskiej sztuki iluminatorstwa, tzw. „Ewangeliarz z Humor” z 1453 (obecnie przechowywany w muzeum monastyru Putna). 
Budowa obecnego monastyru (z którego zachowała się jedynie cerkiew) nastąpiła w 1530, za panowania i z inicjatywy hospodara Piotra Raresza. Fundację przeprowadził bojar, kanclerz hospodara, Teodor Bubuiog. Zbudowana wówczas cerkiew, postawiona na planie trójkonchowym, składa się z czterech części: nawy, przednawia, komory grobowej (nad którą znajdował się skarbiec) oraz przedsionka, szeroko otwartego arkadami na zewnątrz (jest to pierwsze tego typu rozwiązanie na Bukowinie). Kilka lat później, w 1535 r., cerkiew została ozdobiona freskami, których wykonanie nadzorował mistrz Toma z Suczawy (który pozostawił na murach budynku swój podpis). Ponieważ nie była to fundacja książęca, cerkwi nie zwieńczono wieżą. Monastyr był otoczony murami obronnymi, które jednak zostały później zniszczone. Przetrwała natomiast wolno stojąca wieża obronna, z hurdycjami pod dachem, wzniesiona w 1641 r. przez hospodara Bazylego Lupu, służąca także jako dzwonnica.
W 1786 tutejsze zgromadzenie zakonne zostało skasowane przez władze austriackie. Cerkiew pełniła później funkcje parafialne, a prawosławne mniszki powróciły w to miejsce w 1990.

## Freski

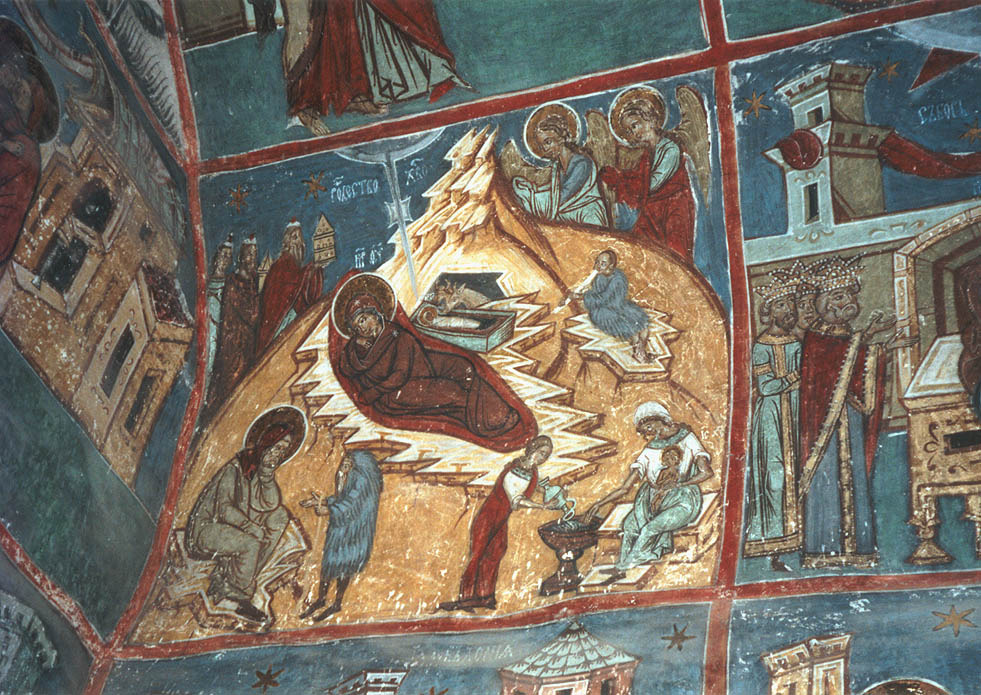
Fragment fresków wewnątrz cerkwi

Freski zewnętrzne cerkwi, pokrywające całe jej ściany, stanowią jeden z najlepszych przykładów malowideł cerkwi bukowińskich. Dominuje w nich kolor czerwony. 
Najlepiej zachowane są freski na ścianie południowej cerkwi, najlepiej osłoniętej od wiatrów i deszczów. W centralnej części tej elewacji znajduje się przedstawienie akatystu maryjnego (każdej zwrotce hymny odpowiada jedna scena, sceny ułożone są w kilku rzędach, zwieńcza je przedstawienie ocalenia przez Marię Konstantynopola podczas jego oblężenia przez Persów w 626). Na prawo od niej znajduje się żywot św. Mikołaja, a pod nim przypowieść o synu marnotrawnym.
Wschodnią część świątyni, obejmującą zewnętrzne ściany trzech apsyd, wypełnia przedstawienie tzw. „hierarchii niebiańskiej” – poszczególne jej postacie, przedstawione tutaj w kilku rzędach, są wkomponowane w pionowe nisze pokrywające półokrągłe ściany. W centrum hierarchii, na najbardziej na wschód wysuniętej płaszczyźnie głównej apsydy, znajdują się kolejno od góry: Chrystus błogosławiący, Maria tronująca z Dzieciątkiem, Chrystus w układzie deesis oraz mandylion.
Freski na ścianie północnej cerkwi są mocno zniszczone, można tam rozpoznać ślady monumentalnego Drzewa Jessego. Lepiej zachowały się malowidła na filarach arkad przedsionka, gdzie obecne są przedstawienia świętych wojowników, popularnych w prawosławiu, m.in. ze św. Jerzym, mający symbolizować triumf chrześcijaństwa nad swoimi przeciwnikami. Od wewnętrznych stron filarów znajdują się natomiast postacie mnichów. Wewnątrz otwartego przedsionka, na jego wschodniej ścianie (a zatem na najbardziej zachodniej ścianie cerkwi zarazem) znajduje się przedstawienie Sądu Ostatecznego. Wśród postaci przedstawionych na tej monumentalnej scenie, zajmującej całą ścianę, szczególnie ciekawe jest przedstawienie po prawej stronie, wśród innowierców, także łacinników z franciszkańskim mnichem na końcu.
Freski wnętrza cerkwi przedstawiają układ typowy dla cerkwi bukowińskich. We wnętrzu przednawia przedstawiono sceny z życia świętych, układające się w porządek rocznej liturgii. Na kopule znajduje się przedstawienie Marii. Nisza nad przejściem do komory grobowej wypełniona jest przedstawieniem zaśnięcia Bogurodzicy. Ściany komory grobowej pokrywają malowidła związane z narodzinami Chrystusa. Znajduje się tutaj także jeden z dwóch obrazów wotywnych cerkwi, przedstawiający jej faktycznego fundatora Teodora Bubuioga (spoczywającego zresztą właśnie tutaj – w komorze grobowej zachowały się nagrobki jego oraz jednego z jego następców na urzędzie kanclerskim). W nawie szczególną wartość ma obraz wotywny (tym razem z Piotrem Rareszem). Ważne miejsce zajmują sceny związane z Męką Pańską, m.in. Ostatnia Wieczerza oraz Ukrzyżowanie w sklepieniach apsyd. Na zachodniej ścianie znajduje się ponownie scena zaśnięcia Bogurodzicy. W centrum kopuły znajduje się Pantokrator.

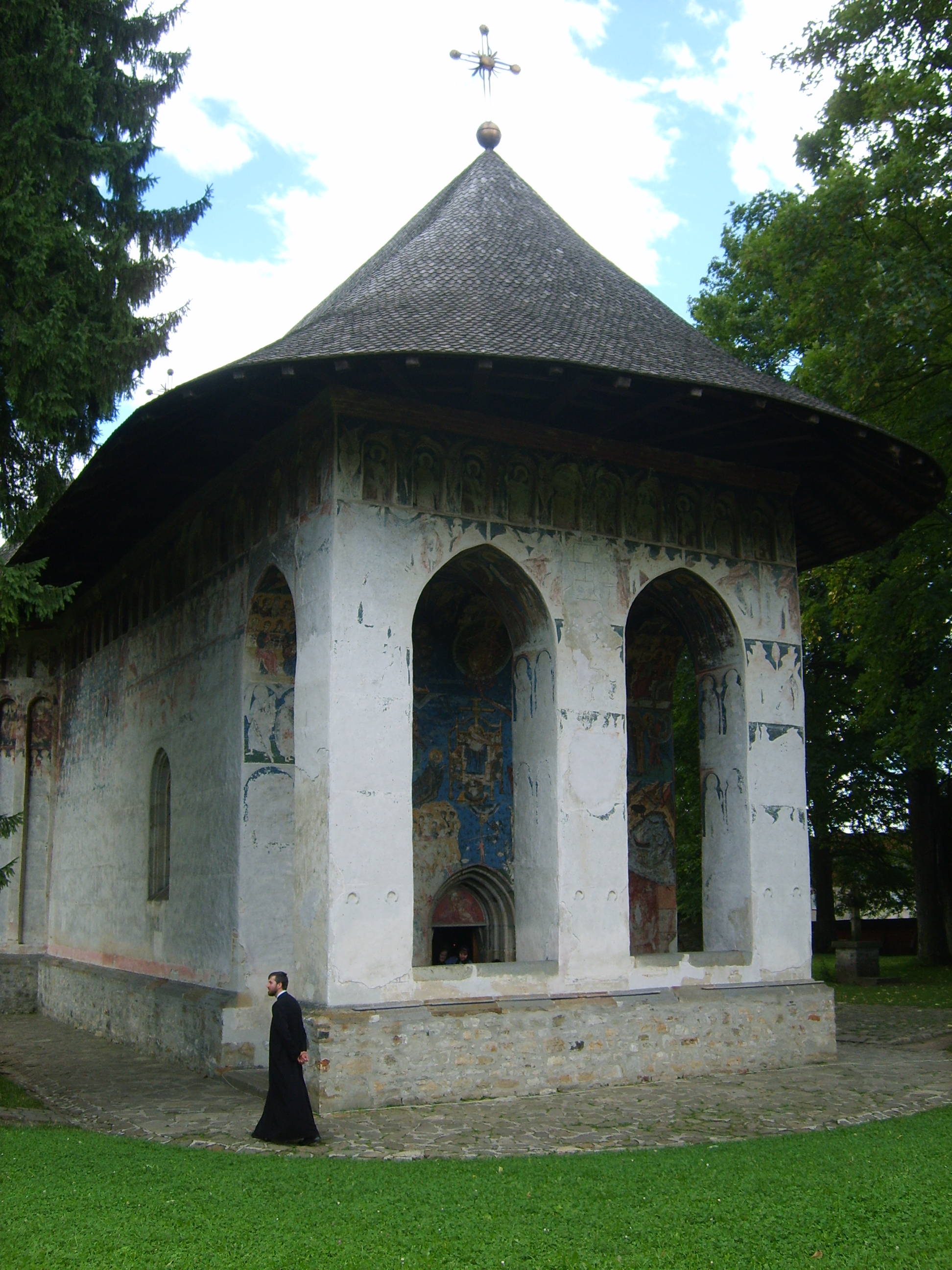
Cerkiew od zachodu